# Campeonato Europeo de Piragüismo en Maratón de 2027
El XXIII Campeonato Europeo de Piragüismo en Maratón se celebrará en Mirandela (Portugal) en el año 2027 bajo la organización de la Asociación Europea de Piragüismo (ECA) y la Federación Portuguesa de Piragüismo.